# The Paper Chase
The Paper Chase (bra O Homem Que Eu Escolhi) é um filme norte-americano de 1973, do gênero comédia dramática, escrito e dirigido por James Bridges, com roteiro baseado no romance homônimo de John Jay Osborn Jr.